# Mendoza nobilis
Mendoza nobilis là một loài nhện trong họ Salticidae.
Loài này thuộc chi Mendoza. Mendoza nobilis được Grube miêu tả năm 1861.